# Inga Sergejewna Rodionowa
Inga Sergejewna Rodionowa (russisch Инга Сергеевна Родионова; * 22. März 1980 in Leningrad) ist eine ehemalige russisch-aserbaidschanische Eiskunstläuferin, die für Aserbaidschan im Paarlauf startete.
Inga Rodionowas erster Partner war Aleksandr Aniçenko. Mit ihm nahm sie zwischen 1997 und 1999 bei Europa- und Weltmeisterschaften sowie bei den Olympischen Winterspielen 1998 in Nagano teil. Nach der Trennung von Aniçenko fand sie in Andrey Krukow einen neuen Partner. Mit ihm lief sie weitere zwei Jahre und beendete 2001 ihre Karriere.

## Ergebnisse (Auswahl)
| Wettbewerb / Saison              | 1996/97 | 1997/98 | 1998/99 | 1999/2000 | 2000/01 |
| -------------------------------- | ------- | ------- | ------- | --------- | ------- |
| Olympische Winterspiele          |         | 18.1    |         |           |         |
| Weltmeisterschaften              | 21.1    | 17.1    | 15.1    | 14.2      | 13.2    |
| Europameisterschaften            | 13.1    | 9.1     | 12.1    | 11.2      | 8.2     |
| Aserbaidschanische Meisterschaft |         |         |         | 1.2       |         |

- 1 mit Aleksandr Aniçenko
- 2 mit Andrej Krukow